# Arnaud Bovolenta
Arnaud Bovolenta, född den 6 september 1988, är en fransk freestyleåkare.
Han tog OS-silver i herrarnas skicross i samband med de olympiska freestyletävlingarna 2014 i Sotji.